# Liste des cavités naturelles les plus profondes de la Lozère
La liste des cavités naturelles les plus profondes de la Lozère recense, sous forme de tableau(x), les cavités souterraines naturelles connues dans ce département français, dont le dénivelé est supérieur ou égal à cent mètres.
La communauté spéléologique considère qu'une cavité souterraine naturelle n'existe vraiment qu'à partir du moment où elle est « inventée » c'est-à-dire découverte (ou redécouverte), inventoriée, topographiée et publiée. Bien sûr, la réalité physique d'une cavité naturelle est la plupart du temps bien antérieure à sa découverte par l'homme ; cependant tant qu'elle n'est pas explorée, mesurée et révélée, la cavité naturelle n'appartient pas au domaine de la connaissance partagée.
La liste spéléométrique des 50 plus profondes cavités naturelles de la Lozère (≥ cent mètres) est actualisée à fin 2019.
La plus profonde cavité souterraine naturelle répertoriée dans le département de la Lozère est  « l'aven de la Cheminée », sur la commune des Vignes (cf. ligne 1 du tableau ci-dessous).
| \| Histogramme de la répartition des plus profondes cavités naturelles de la Lozère par classe de dénivelé -- Les 50 cavités citées fin 2019 sont réparties en 4 classes de dénivelé -- \| \| \| \| \| \| \| \| \| \| \| \| \| \| \| classe I >= 500 m 0 cavité[s] \| classe II >= 200 m et < 500 m 12 cavités \| classe III >= 150 m et < 200 m 7 cavités \| classe IV >= 100 m et < 150 m 31 cavités \| \| |                               |                                          |                                          |                                          |  |
| Le graphique qui aurait dû être présenté ici ne peut pas être affiché car il utilise l'ancienne extension Graph, désactivée pour des questions de sécurité. Des indications pour créer un nouveau graphique avec la nouvelle extension Chart sont disponibles ici . |                               |                                          |                                          |                                          |  |
| Histogramme de la répartition des plus profondes cavités naturelles de la Lozère par classe de dénivelé -- Les 50 cavités citées fin 2019 sont réparties en 4 classes de dénivelé -- |                               |                                          |                                          |                                          |  |
| |                               |                                          |                                          |                                          |  |
| | classe I >= 500 m 0 cavité[s] | classe II >= 200 m et < 500 m 12 cavités | classe III >= 150 m et < 200 m 7 cavités | classe IV >= 100 m et < 150 m 31 cavités |  |

## Cavités de Lozère (France) dont la dénivellation est supérieure ou égale à500 mètres
Aucune cavité n'est recensée dans cette « classe I » au 31-12-2019.

## Cavités de Lozère (France) dont la dénivellation est comprise entre200 mètreset499 mètres
12 cavités sont recensées dans cette « classe II » au 31-12-2019.
| Réf. | Cavité (autres noms)      | Commune                   | Massif ou zone       | Coordonnées (WGS 84)        | Dénivelée (mètres) | Développe. (mètres) | Sources ou références                                     | Mise à jour |
| ---- | ------------------------- | ------------------------- | -------------------- | --------------------------- | ------------------ | ------------------- | --------------------------------------------------------- | ----------- |
| 1    | Aven de la Cheminée       | Les Vignes                | Causse Méjean        | 44° 16′ 26″ N, 3° 16′ 35″ E | +000401, m         | +7 288, m           | Baumas-Explorations sous les causses 2000 - 2015 & CDS 12 | 2017-00     |
| 2    | Aven de Banicous          | Les Vignes                | Causse Méjean        | 44° 15′ 58″ N, 3° 17′ 10″ E | +000349, m         | +0852, m            | Baumas-Explorations sous les causses 2000 - 2015 & CDS 12 | 2016-08     |
| 3    | Aven de Hures             | Hures-la-Parade           | Causse Méjean        | 44° 14′ 58″ N, 3° 25′ 38″ E | +000346, m         | +2 200, m           | CDS 12                                                    | 2000-00     |
| 4    | Aven des Cabanelles       | Hures-la-Parade           | Causse Méjean        | 44° 15′ 21″ N, 3° 24′ 04″ E | +000330, m         | +1 200, m           | Spéléométrie de la France                                 | 2000-00     |
| 5    | Aven de la Bastide        | Florac Trois Rivières     | Causse Méjean        | 44° 18′ 31″ N, 3° 34′ 54″ E | +000307, m         | NC                  | Ratapanade n°4 & Paul Courbon                             | 2000-00     |
| 6    | Aven du Pic d'Usclat n° 7 | Vébron                    | Causse Méjean        | 44° 16′ 19″ N, 3° 31′ 31″ E | +000268, m         | +1 000, m           | Grottocenter & Spelunca n°102                             | 2000-00     |
| 7    | Grotte de Malaval         | Les Bondons               | Cham des Bondons     | 44° 24′ 21″ N, 3° 36′ 20″ E | +000237, m         | +12 000, m          | associationmalaval.fr                                     | 2000-00     |
| 8    | Aven de Baume Fromagère   | Saint-Pierre-des-Tripiers | Causse Méjean        | 44° 14′ 04″ N, 3° 15′ 55″ E | +000230, m         | +0556, m            | Spéléométrie de la France & Mirabal n°3                   | 2000-00     |
| 9    | Aven de las Peyros        | Les Vignes                | Causse Méjean        | 44° 15′ 32″ N, 3° 17′ 04″ E | +000226, m         | +0300, m            | Ratapanade n°4                                            | 2000-00     |
| 10   | Aven de Corgnes           | Saint-Rome-de-Dolan       | Causse de Sauveterre | 44° 14′ 15″ N, 3° 12′ 45″ E | +000220, m         | +1 040, m           | CDS 12 & Baumas-Explorations sous les causses 2000 - 2015 | 2016-07     |
| 11   | Aven du Lavanhou          | Montbrun                  | Causse Méjean        | 44° 17′ 39″ N, 3° 29′ 52″ E | +000217, m         | +0425, m            | Spéléométrie de la France                                 | 2000-00     |
| 12   | Aven des Loups            | Vébron                    | Causse Méjean        | 44° 17′ 32″ N, 3° 30′ 36″ E | +000203, m         | NC                  | Baumas-Explorations sous les causses 2000 - 2015          | 2016-07     |

## Cavités de Lozère (France) dont la dénivellation est comprise entre150 mètreset299 mètres
7 cavités sont recensées dans cette « classe III » au 31-12-2019.
| Réf. | Cavité (autres noms)  | Commune                   | Massif ou zone       | Coordonnées (WGS 84)        | Dénivelée (mètres) | Développe. (mètres) | Sources ou références                      | Mise à jour |
| ---- | --------------------- | ------------------------- | -------------------- | --------------------------- | ------------------ | ------------------- | ------------------------------------------ | ----------- |
| 13   | Aven Armand           | Hures-la-Parade           | Causse Méjean        | 44° 13′ 20″ N, 3° 21′ 20″ E | +000197, m         | NC                  | Spéléométrie de la France                  | 2000-00     |
| 14   | Aven Cassan           | Saint-Georges-de-Lévéjac  | Causse de Sauveterre | 44° 20′ 57″ N, 3° 12′ 10″ E | +000185, m         | +1 070, m           | Spéléométrie de la France & Ratapanade n°2 | 2000-00     |
| 15   | Aven des Offraous     | Les Vignes                | Causse Méjean        | 44° 16′ 04″ N, 3° 16′ 43″ E | +000181, m         | NC                  | Spéléométrie de la France                  | 2000-00     |
| 16   | Aven de la Piécette   | Montbrun                  |                      | 44° 17′ 59″ N, 3° 28′ 55″ E | +000180, m         | NC                  | Spéléométrie de la France                  | 2000-00     |
| 17   | Aven de Deïdou        | Vébron                    | Causse Méjean        | 44° 16′ 52″ N, 3° 31′ 02″ E | +000179, m         | +0300, m            | Mirabal n°1                                | 2000-00     |
| 18   | Aven de la Caze       | Saint-Pierre-des-Tripiers | Causse Méjean        | 44° 12′ 24″ N, 3° 16′ 45″ E | +000177, m         | NC                  | Ratapanade n°4                             | 2000-00     |
| 19   | Aven de Baoumo Rousso | Saint-Pierre-des-Tripiers | Causse Méjean        | 44° 12′ 35″ N, 3° 15′ 53″ E | +000166, m         | +0520, m            | Mirabal n°1                                | 2000-00     |

## Cavités de Lozère (France) dont la dénivellation est comprise entre100 mètreset149 mètres
31 cavités sont recensées dans cette « classe IV » au 31-12-2019.
| Réf. | Cavité (autres noms)      | Commune                                | Massif ou zone       | Coordonnées (WGS 84)        | Dénivelée (mètres) | Développe. (mètres) | Sources ou références                            | Mise à jour |
| ---- | ------------------------- | -------------------------------------- | -------------------- | --------------------------- | ------------------ | ------------------- | ------------------------------------------------ | ----------- |
| 20   | Aven de Can Plat          | Les Vignes                             | Causse Méjean        | 44° 15′ 26″ N, 3° 16′ 04″ E | +000147, m         | +0415, m            | Baumas-Explorations sous les causses 2000 - 2015 | 2016-07     |
| 21   | Grotte du Truc de Marion  | Saint-Étienne-du-Valdonnez             | Cham des Bondons     | 44° 28′ 01″ N, 3° 34′ 27″ E | +000145, m         | +2 450, m           | Spéléométrie de la France                        | 2000-00     |
| 22   | Aven du Saut du Loup n° 2 | Vébron                                 | Causse Méjean        | 44° 17′ 25″ N, 3° 31′ 45″ E | +000140, m         | NC                  | Spéléométrie de la France                        | 2000-00     |
| 23   | Aven d'Agoubel            | Saint-Pierre-des-Tripiers              | Causse Méjean        | 44° 14′ 16″ N, 3° 16′ 00″ E | +000144, m         | NC                  | Spéléométrie de la France                        | 2000-00     |
| 24   | Aven du Montbuisson n° 6  | Saint-Pierre-des-Tripiers              | Causse Méjean        | 44° 13′ 54″ N, 3° 15′ 30″ E | +000137, m         | NC                  | Baumas-Explorations sous les causses 2000 - 2015 | 2016-07     |
| 25   | Aven du Pareau            | Saint-Georges-de-Lévéjac               | Causse de Sauveterre | 44° 19′ 05″ N, 3° 13′ 44″ E | +000136, m         | NC                  | Ratapanade n°2                                   | 2000-00     |
| 26   | Aven de la Fontaine       | Les Vignes                             | Causse de Sauveterre | 44° 17′ 11″ N, 3° 13′ 48″ E | +000135, m         | NC                  | Ratapanade n°2                                   | 2000-00     |
| 27   | Aven de Mativet n° 2      | Montbrun                               | Causse Méjean        | 44° 18′ 35″ N, 3° 31′ 59″ E | +000134, m         | NC                  | Spéléométrie de la France                        | 2000-00     |
| 28   | Aven du Domal             | La Canourgue                           | Causse de Sauveterre | 44° 22′ 36″ N, 3° 17′ 00″ E | +000132, m         | +1 040, m           | Baumas-Explorations sous les causses 2000 - 2015 | 2016-07     |
| 29   | Aven de Dargilan          | Meyrueis                               | Causse Noir          | 44° 11′ 27″ N, 3° 22′ 29″ E | +000130, m         | NC                  | CDS 12                                           | 2000-00     |
| 30   | Aven Fabre                | Quézac                                 | Causse Méjean        | 44° 20′ 57″ N, 3° 33′ 06″ E | +000130, m         | NC                  | Spéléométrie de la France                        | 2000-00     |
| 31   | Aven du Pic d'Usclat n° 3 | Vébron                                 | Causse Méjean        | 44° 16′ 26″ N, 3° 31′ 42″ E | +000130, m         | NC                  | Spéléométrie de la France                        | 2000-00     |
| 32   | Grotte de la Clujade      | Saint-Chély-du-Tarn                    | Causse de Sauveterre | 44° 19′ 29″ N, 3° 20′ 45″ E | +000127, m         | +4 423, m           | Spéléométrie de la France                        | 2000-00     |
| 33   | Aven de la Barelle        | Meyrueis                               | Causse Méjean        | 44° 12′ 58″ N, 3° 22′ 53″ E | +000126, m         | +0702, m            | Ratapanade n°3 & Grottocenter                    | 2000-00     |
| 34   | Aven de la Bergerie       | Saint-Étienne-du-Valdonnez             | Cham des Bondons     |                             | +000122, m         | NC                  | Spéléométrie de la France                        | 2000-00     |
| 35   | Aven de Fretma            | Vébron                                 | Causse Méjean        | 44° 15′ 10″ N, 3° 29′ 06″ E | +000121, m         | NC                  | Ratapanade n°4                                   | 2000-00     |
| 36   | Aven de la Palette        | Vébron                                 | Causse Méjean        |                             | +000120, m         | NC                  | Spéléométrie de la France                        | 2000-00     |
| 37   | Aven du Saut du Loup n° 3 | Vébron                                 | Causse Méjean        | 44° 17′ 00″ N, 3° 31′ 48″ E | +000120, m         | +0250, m            | Grottocenter                                     | 2000-00     |
| 38   | Aven du Rabiné            | Saint-Rome-de-Dolan                    | Causse de Sauveterre | 44° 15′ 31″ N, 3° 13′ 00″ E | +000116, m         | +0496, m            | Ratapanade n°5 & CDS 12                          | 2000-00     |
| 39   | Aven des Aouglanets       | Montbrun                               | Causse Méjean        | 44° 17′ 44″ N, 3° 30′ 21″ E | +000115, m         | NC                  | Spéléométrie de la France                        | 2000-00     |
| 40   | Aven des Claux            | Sainte-Énimie                          | Causse Méjean        | 44° 17′ 58″ N, 3° 27′ 06″ E | +000114, m         | NC                  | Spéléométrie de la France                        | 2000-00     |
| 41   | Aven de Crapounet n° 1    | Les Vignes                             | Causse Méjean        | 44° 16′ 01″ N, 3° 16′ 37″ E | +000113, m         | NC                  | Spéléométrie de la France                        | 2000-00     |
| 42   | Aven du Villaret          | Barjac                                 | Causse de Sauveterre | 44° 29′ 06″ N, 3° 24′ 01″ E | +000110, m         | NC                  | Ratapanade n°2 & Grottocenter                    | 2000-00     |
| 43   | Aven du Marjoab           | Meyrueis                               | Causse Noir          | 44° 09′ 35″ N, 3° 24′ 54″ E | +000109, m         | NC                  | Spéléométrie de la France                        | 2000-00     |
| 44   | Grotte de Dargilan        | Meyrueis                               | Causse Noir          | 44° 11′ 47″ N, 3° 22′ 40″ E | +000107, m         | +2 108, m           | Spéléométrie de la France                        | 2000-00     |
| 45   | Aven de Pouzzaronne       | Montbrun                               | Causse Méjean        | 44° 19′ 13″ N, 3° 30′ 56″ E | +000104, m         | NC                  | Spelunca n°117, 2010                             | 2010-00     |
| 46   | Grotte de Castelbouc n° 4 | Sainte-Enimie - Gorges du Tarn Causses | Causse Méjean        | 44° 20′ 33″ N, 3° 27′ 48″ E | +000102, m         | +0880, m            | tnt.speleo-lozere                                | 2000-00     |
| 47   | Grotte du Coutal          | Massegros - Gorges du Tarn Causses     | Causse de Sauveterre | 44° 16′ 36″ N, 3° 13′ 25″ E | +000100, m         | +7 600, m           | Grottocenter & CDS 12                            | 2000-00     |
| 48   | Aven du Crapaud           | Vébron                                 | Causse Méjean        | 44° 15′ 24″ N, 3° 29′ 36″ E | +000100, m         | NC                  | Spéléométrie de la France                        | 2000-00     |
| 49   | Aven de Saint-Étienne     | Saint-Étienne-du-Valdonnez             | Cham des Bondons     |                             | +000100, m         | +1 600, m           | Spéléométrie de la France                        | 2000-00     |
| 50   | Aven de Sauveterre        | Sainte-Énimie                          | Causse de Sauveterre | 44° 24′ 20″ N, 3° 26′ 09″ E | +000100, m         | NC                  | Spéléométrie de la France                        | 2000-00     |